# Station d'observation de Campo Imperatore
La Station d'observation de Campo Imperatore (en italien : Osservatorio astronomico di Campo Imperatore, ou Stazione osservativa di Campo Imperatore), est un centre d'observation astronomique fondé en 1965 comme partie de l'Observatoire de Rome sur le plateau homonyme à 2 200 m d'altitude et utilisé encore aujourd'hui pour des activités de recherche scientifique et de Vulgarisation. Depuis 2017, il est géré par l'Observatoire astronomique des Abruzzes.

## Instruments
L'instrument principal de l'observatoire est l'AZT-24, un télescope Ritchey-Chrétien de diamètre 108 cm construit pour l'observatoire de Poulkovo mais transféré en Italie en 1995 et installé sur le Gran Sasso en 1997. Le télescope est équipé de la caméra infrarouge SWIRCAM (1,1-2,5 μm), fournie par  l'observatoire de Teramo, et impliqué dans le projet SWIRT sur la recherche de supernovas extragalactiques, en collaboration avec la Russie. Ce télescope est le seul télescope infrarouge en Italie.
Le télescope de Schmidt a quant à lui été utilisé dans le cadre du projet Campo Imperatore Near-Earth Objects Survey (CINEOS) de recherche d'objets géocroiseurs.